# Kunya-Urgencs
Kunya-Urgencs, a 32 ezer lakosú északkeleti türkmén város, 500 km-re északra fekszik a fővárostól, Aşgabattól. 2005 óta a világörökség része. 
A mai város elődjét, már az 1. évszázadban jelentős kereskedelmi központként említik. A selyemút egyik legnagyobb városa volt az Amu-darja folyó partján fekvő Urgencs. 1077-től a Hvárezm történelmi birodalmának fővárosa, továbbá az előmongol idők egyik legismertebb keleti városa volt. Olyan neves filozófusok és tudósok éltek itt, mint az Európában Avicenna néven ismertté vált orvos, Abú Alí al-Huszajn bin Abdallah ibn Színá és a több tudományágban is maradandót alkotó al-Bírúni.
1221-ben, amikor a Nyugatra törő Dzsingisz kán csapatai elfoglalták a Kaszpi-tenger keleti partvidékét, Kunya-Urgencs is a fosztogató mongol csapatok áldozata lett. 1388-ban Timur Lenk hódítása és pusztítása a Horászán birodalom végét jelentette. A 19. században a várost újra építették és 1924 óta Türkmenisztánhoz tartozik. A régi város első régészeti leleteit 1929-ben fedezték fel.
A nevezetességek közül érdemes megemlíteni a 62 méter magas Kutlug-Timur minaretet, mely a 11. századból származik. A három kis mauzóleumot a 12. és a 14. századból maradt ránk. Nem kerülheti el a figyelmünket a város északi részén található hatalmas nekropolisz sem.

## Fordítás
- Ez a szócikk részben vagy egészben a Kunya Urgench című angol Wikipédia-szócikk fordításán alapul.  Az eredeti cikk szerkesztőit annak laptörténete sorolja fel. Ez a jelzés csupán a megfogalmazás eredetét és a szerzői jogokat jelzi, nem szolgál a cikkben szereplő információk forrásmegjelöléseként.

## Külső hivatkozások
- Kunya-Urgencs az UNESCO honlapján